# I pesci rossi (film)
I pesci rossi (Die Goldfische) è un film del 2019 diretto da Alireza Golafshan.

## Trama
Oliver, un giovane consulente finanziario privo di scrupoli, per giungere in tempo  con l'automobile a un appuntamento di lavoro, esegue un sorpasso azzardato, resta coinvolto in un grave incidente stradale e resta paraplegico. Ricoverato in una clinica riabilitativa tedesca, conosce Laura, terapista della riabilitazione e, per poter utilizzare un Wi-Fi, entra in un gruppo di disabili chiamato "I pesci rossi" ("Die Goldfische", in tedesco), composto da Magda, non vedente, da Rainman e Michi, due autistici, e da Franzi, affetta da sindrome di Down. 
Oliver apprende che le autorità fiscali svizzere stanno controllando le cassette di sicurezza alla ricerca di denaro sporco e, per salvare i suoi capitali, escogita un piano per recarsi in Svizzera, ritirare il proprio danaro nascosto in una cassetta e portarlo in Germania: organizzare un viaggio in Svizzera con un pulmino, guidato da Laura, con la motivazione ufficiale di permettere ai "Pesci rossi" di usufruire di Pet therapy con un cammello. Qualche giorno dopo, mentre gli altri disabili partecipano alla seduta di Pet therapy, Oliver si reca di soppiatto a Zurigo con l'infermiere Eddy e ritira il danaro da riportare in patria, contando sul fatto che un pulmino con disabili non avrebbe destato sospetti nelle guardie di frontiera. Per caso Laura viene a sapere del piano e ordina a Oliver di riportare in banca i soldi. Oliver non rinuncia però al suo proposito e, dopo vari imprevisti, riesce a nasconde il contante sotto i vestiti di Michi. Ma Michi si allontana, sale sulla ruota panoramica di un luna park, perde le banconote che vengono raccolte e intascate dai visitatori del parco di divertimento.
Ritornati alla clinica riabilitativa, la direttrice, preoccupata dagli scarsi fondi, suggerisce ai "Pesci rossi" di recarsi in Lussemburgo per trasportare denaro sporco in cambio di donazioni alla clinica.